# Франц Зигмунд Йозеф Фугер фон Кирхберг-Вайсенхорн
Франц Зигмунд Йозеф Фугер фон Кирхберг-Вайсенхорн (на немски: Franz Sigmund Joseph Fugger Graf zu Kirchberg und Weissenhorn; * 13 ноември 1661; † 10 юли 1720 във Вайсенхорн в Бавария) е граф на Фугер-Кирхберг-Вайсенхорн в Бавария.
Той е седмият син (10-то дете от 18 деца) на граф Албрехт Фугер фон Кирхберг-Вайсенхорн (* 17 ноември 1624; † 10 ноември 1692, Кирхберг) и съпругата му графиня Мария Франциска Фугер фон Кирхберг-Вайсенхорн (* 8 юни 1629; † 12 юли 1673, погребана в Дитенхайм), дъщеря на граф Ото Хайнрих Фугер фон Кирхберг-Вайсенхорн (1592 – 1644) и фрайин Мария Елизабет фон Валдбург-Цайл († 1660). Внук е на граф Хуго Фугер фон Кирхберг-Вайсенхорн (1589 – 1627) и фрайин Мария Юлиана Фьолин фон Фрикенхаузен (1594 – 1653) (1594 – 1653). Баща му Албрехт се жени втори път на 5 август 1674 г. за Мария Доротея фон Шаумбург (* ок. 1642; † 18 септември 1691).
Брат е на бездетните граф Парис Георг Фугер-Кирхберг-Вайсенхорн (* 22 юни 1651; † 4 януари 1689, Кирхберг) и полубрат на граф Антон Руперт Кристоф Фугер фон Кирхберг-Вайсенхорн (* 26 януари 1683, Инсбрук; † 22 септември 1746, Аугсбург).
Банкерът и търговецът от Аугсбург Якоб Фугер, линията „Лилията“ (1459 – 1525), получава Вайсенхорн през 1507 г. от император Максимилиан I. Фамилията господства там векове наред до 1806 и дори до 1848 г.

## Фамилия
Франц Зигмунд Йозеф фон Кирхберг-Вайсенхорн се жени на 8 юни 1691 г. за графиня Мария Анна фон Мугентал (* 1666; † 24 юли 1721, Ваал), дъщеря на граф Конрад Зигмунд фон Мугентал, господар на Ваал († 27 март 1690, Ваал) и Анна Маргарета Фугер фон Нордендорф, графиня фон Кирхберг-Вайсенхорн (* 6 юли 1640, Мюнхен; † 1687), дъщеря на граф Максимилиан Фугер фон Кирхберг-Вайсенхорн (1608 – 1669) и Мария Франциска фон Тьоринг († 1650). Те имат децата:
- Адам Франц Йозеф Фугер фон Кирхберг-Вайсенхорн (* 22 ноември 1695, Вайсенхорн; † 11 май 1761, Вайсенхорн), граф, женен на 12 март 1718 г. за фрайин Мария Изабела Антония фон Шьонберг (* 18 февруари 1693; † януари 1762), дъщеря на фрайхер Йохан Андреас фон Шьонберг и Мария Гил фон Гилсберг
- Адам Франц Йозеф Фугер фон Кирхберг-Вайсенхорн (* 2 декември 1696, Мюнхен)
- Кайетан Мария Йозеф Фугер фон Кирхберг-Вайсенхорн (* 16 септември 1697, Мюнхен)